# Ebelingia
Ebelingia – rodzaj pająków z rodziny ukośnikowatych, obejmujący 2 gatunki.
Pająki te odznaczają się obecnością wzoru na wierzchu ciała obu płci, obejmującego podłużne linie na karapaksie i wyraźne znaki na opistosomie (odwłoku). Samce mają odnóża kroczne dwóch pierwszych par na całej długości marmurkowane oraz ze słabo zaznaczonym, ciemniejszym obrączkowaniem odsiebnych odcinków goleni i nadstopiów. Wierzch opistosomy samca jest zesklerotyzowany, ale granice skutum nie są wyraźnie zaznaczone. Nogogłaszczki samca mają goleń o zwyczajnie wykształconej apofizie wentralnej i zespolonych nasadowo apofizach: retrolateralnej i wewnętrznej. Aparat kopulacyjny samca ponadto cechuje się stopniowo zwężonym szczytem embolusa z zaopatrzonym w różnorodne modyfikacje rowkiem w części odsiebnej. Samica ma płytkę płciową z pośrodkowym wcięciem lub wklęśnięciem przedniej płytki. Kuliste zbiorniki nasienne występują w liczbie dwóch par.
Przedstawiciele rodzaju występują we wschodniej Palearktyce i krainie orientalnej.
Takson ten wprowadzony został w 2004 roku przez Pekkę T. Lehtinena. Nazwę rodzajową nadano na cześć Kariego Ebelinga, dyrektora firmy, która sponsorowała badania nad ukośnikowatymi. Należą tu dwa gatunki:
- Ebelingia hubeiensis (Song & Zhao, 1994)
- Ebelingia kumadai (Ono, 1985)